# 463-as busz
A 463-as jelzésű regionális autóbusz Gödöllő egyik helyi járata, az Autóbusz-állomás és Incső, lakópark között közlekedik. A járatot a MÁV Személyszállítási Zrt. üzemelteti. A vonalon külön járművek nem közlekednek, az Aszód felé induló helyközi járatok Gödöllőn belül helyi járatként is közlekednek. 2017. október 14-ig a viszonylatot 1-es számmal jelölték.

## Útvonala
| Incső, lakópark felé:                                                       | Autóbusz-állomás felé:                                                      |
| --------------------------------------------------------------------------- | --------------------------------------------------------------------------- |
| Autóbusz-állomás vá. – Szabadság út – 3-as számú főút – Incső, lakópark vá. | Incső, lakópark vá. – 3-as számú főút – Szabadság út – Autóbusz-állomás vá. |

## Megállóhelyei
| 0 | Autóbusz-állomás végállomás                | 10 | 317, 324, 402, 404, 405, 406, 407, 410, 412, 422, 426, 430, 432, 440, 441, 442, 444, 446, 447, 448, 450, 451, 452, 454, 455, 461, 464, 465, 466, 468, 469, 470, 471, 472, 473, 474, 475, 476, 477, 478, 479 1040, 1049, 1052, 1076, 1077, 1078 |
| 2 | Egyetem                                    | 8  | 402, 404, 405, 406, 407, 410, 412, 422, 426, 430, 432, 461, 468, 469, 470, 471, 472, 474 |
| 4 | Tisza utca                                 | 5  | 404, 426, 461, 468, 469, 470, 471, 472, 474 |
| 5 | Damjanich János utca                       | 4  | 404, 405, 406, 407, 426, 461, 468, 469, 470, 471, 472, 474 |
| 6 | Máriabesnyő Posta                          | 3  | 404, 426, 461, 469, 474 |
| 7 | Máriabesnyő vasúti megállóhely bejárati út | 1  | 402, 404, 405, 406, 407, 410, 412, 422, 426, 430, 432, 461, 469, 474 S80 InterRégió |
| 8 | Incső, lakópark végállomás                 | 0  | 404, 426, 461 |